# Bergneustadt
Bergneustadt (bis 1884 Neustadt) ist eine kreisangehörige Stadt im Bergischen Land rund 50 Kilometer östlich von Köln. Sie gehört zum Oberbergischen Kreis im nordrhein-westfälischen Regierungsbezirk Köln und zum Landschaftsverband Rheinland.

## Geografie

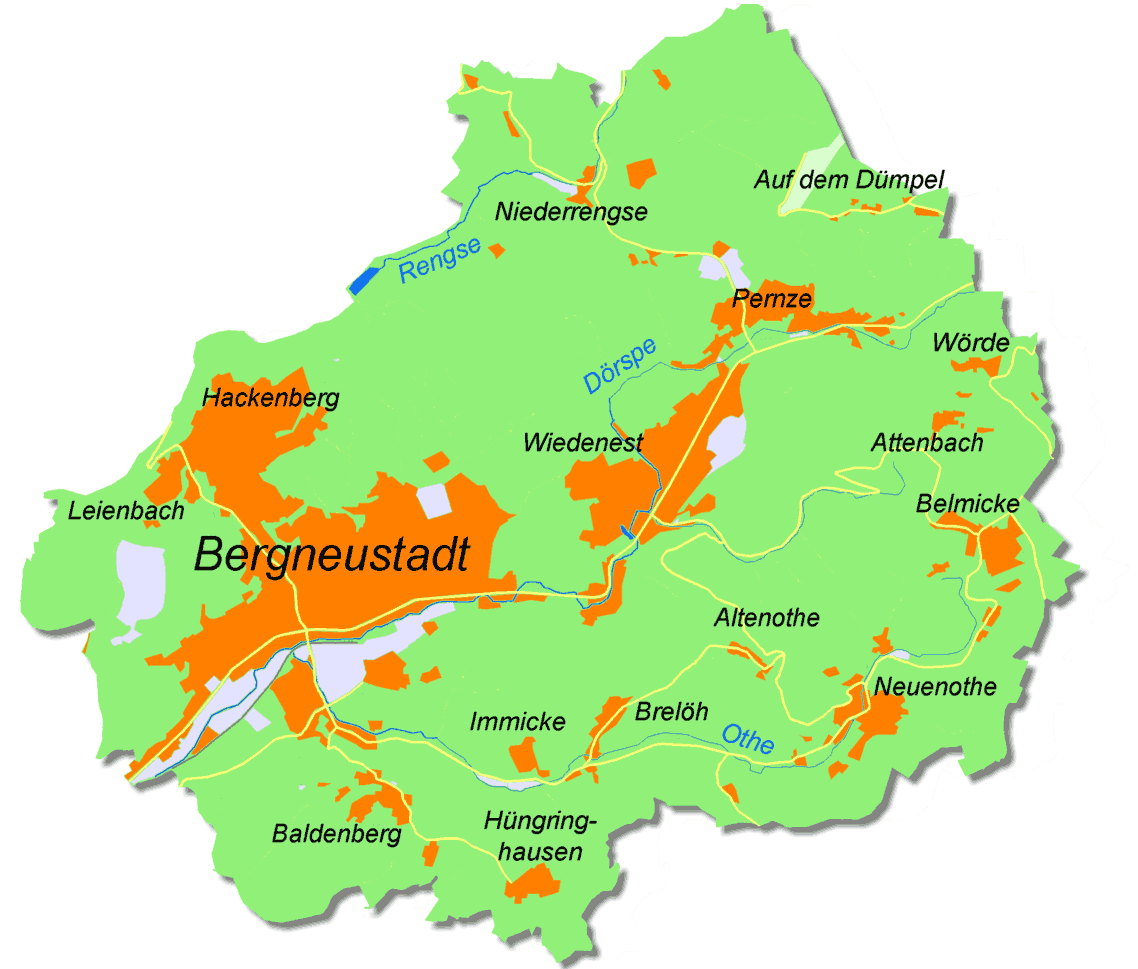
Karte von Bergneustadt

### Stadtgebiet und Nachbargemeinden
Neben der Innenstadt von Bergneustadt gehören 22 Ortsteile zu dem ca. 38 km² großen Stadtgebiet:
Altenothe, Attenbach, Auf dem Dümpel, Baldenberg, Belmicke, Bösinghausen, Brelöh, Freischlade, Geschleide, Hackenberg, Höh, Hüngringhausen, Immicke, Leienbach, Neuenothe, Niederrengse, Pernze, Pustenbach, Rosenthal, Rosenthalseifen, Wiedenest und Wörde.
Die Stadt liegt am Rande des oberbergischen Kreises und grenzt im Osten an die Stadt Drolshagen des Kreises Olpe. Nördlich und westlich grenzt das Stadtgebiet von Gummersbach und südlich das der Gemeinde Reichshof an Bergneustadt.

### Landschaft
Das Stadtgebiet von Bergneustadt wird durch große Nadel- und Mischwaldgebiete (53,4 %) und landwirtschaftliche Flächen (22 %) geprägt, die vor allem für die Viehhaltung genutzt werden. Zum Rheinischen Schiefergebirge gehörend zeichnet sich die Landschaft zudem durch eine Vielzahl von Hügeln aus. Der mit 206,1 m ü.NN niedrigste Punkt Bergneustadts befindet sich an der westlichen Stadtgrenze zum Gummersbacher Ortsteil Derschlag, der höchste Punkt liegt mit 500 m ü.NN an der östlichen Gebietsgrenze zu Drolshagen.
Nennenswerte Gewässer in Bergneustadt sind die Dörspe, die auf Gummersbacher Gebiet in die Agger mündet, sowie die Rengse, die der Aggertalsperre zufließt und noch auf Bergneustädter Gebiet im Rengsebecken vorgestaut wird. Die Talsperre selber liegt im Stadtgebiet von Gummersbach, grenzt aber direkt an den Bergneustädter Stadtteil Hackenberg.

## Geschichte

### Ersterwähnung

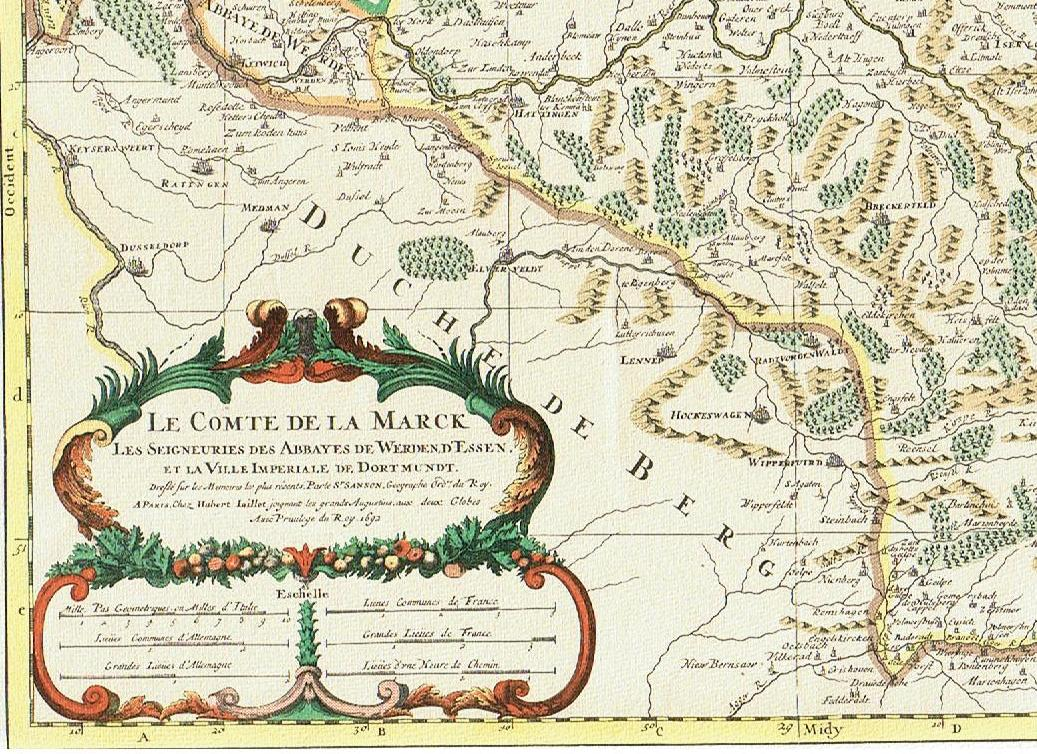
Kartenausschnitt Le Comte de la Marck, Sanson 1692

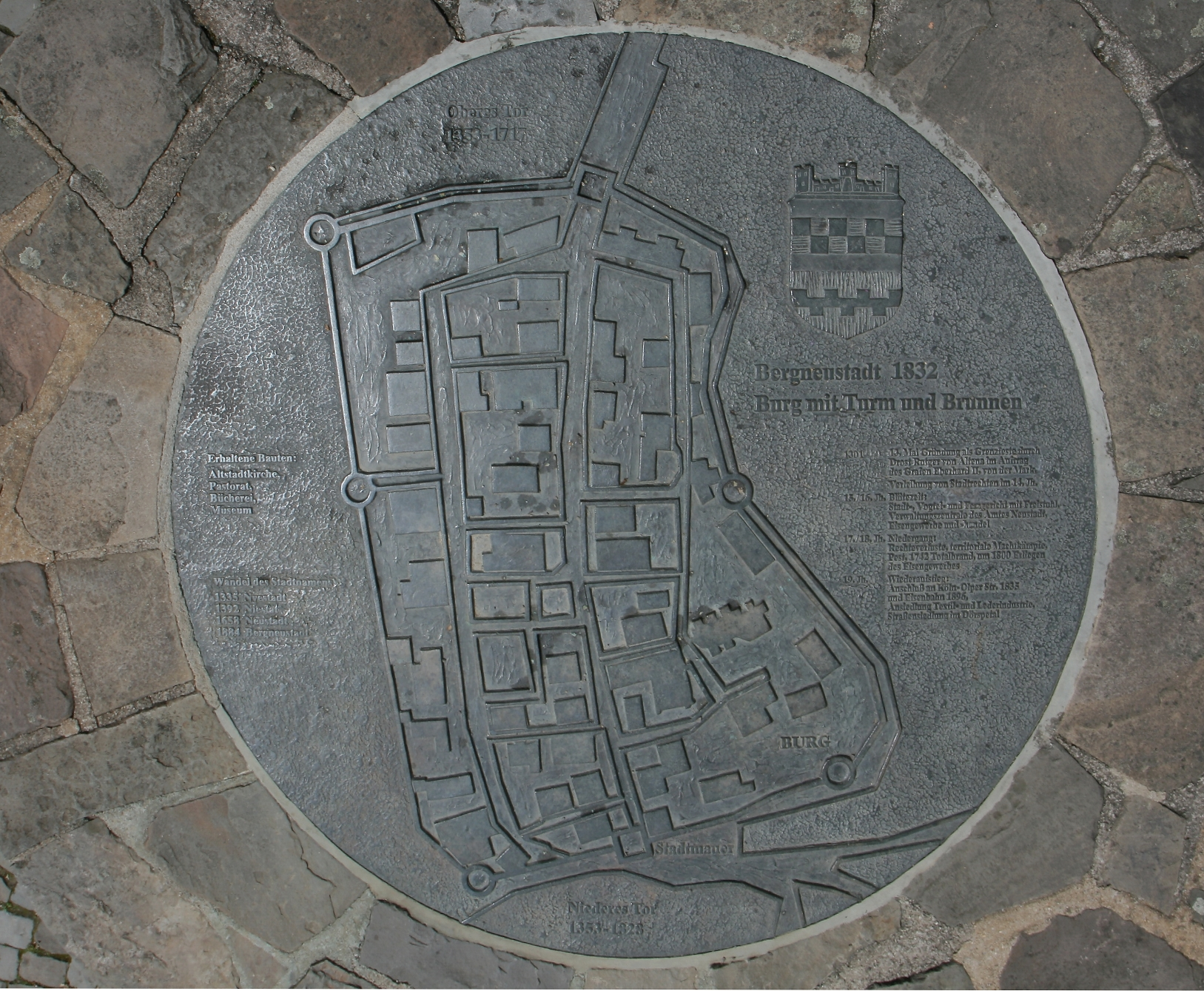
Relief Bergneustadt 1832

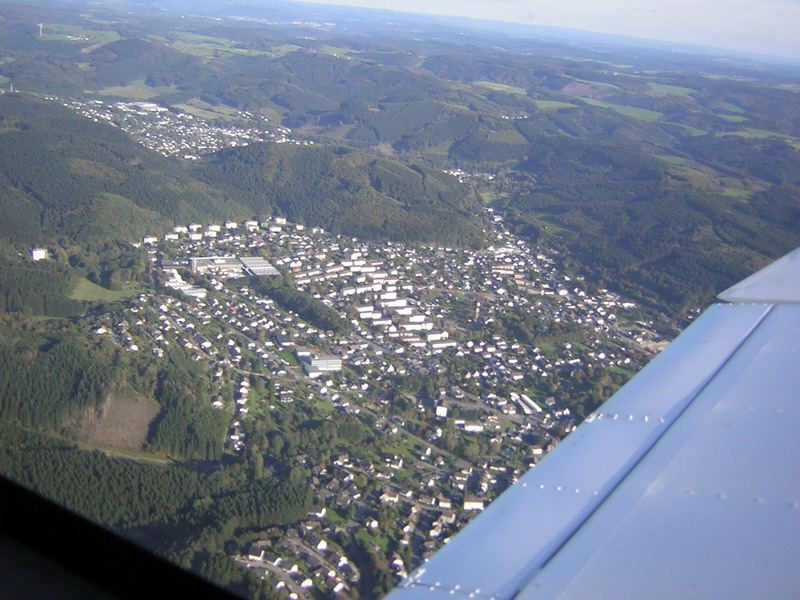
Der Stadtwald

1301 wurde der Ort das erste Mal urkundlich erwähnt. Der Beleg lautet „Der märkische Drost Rutger von Altena beginnt mit dem Bau der Niestat“. Es sollte ein märkischer Vorposten gegen den Kölner Erzbischof sein. Dazu wurden der neuen „Veste“ bald schon die gleichen Rechte wie Lüdenscheid zugestanden. Die Schreibweise der Erstnennung lautete Niestat.

### Chronik
Am 13. Mai 1301, dem Servatius-Tag, begann der Droste Rutger von Altena im Auftrage des Grafen Eberhard I. von der Mark mit dem Bau der Stadtburg Nyestadt im märkischen Sauerland im Bereich der Gemarkung Wiedenau, die Teil des Kirchspiels Wiedenest war.
Bergneustadt gehört mit Wipperfürth, Lüdenscheid und Lennep zu einer Reihe landesherrlicher Städtegründungen im bergisch-märkischen Raum, die bereits im 13. Jahrhundert ihren Ausgang hatte. In rein bäuerlicher Landschaft, in der nicht die geringsten Ansätze einer städtischen Entwicklung vorhanden waren, ließ Graf Eberhard II. im südlichsten Zipfel seiner Grafschaft eine Stadtburg bauen. Sie übernahm die Funktion der Grenzwacht gegenüber den Grafschaften Berg und Sayn-Homburg wie auch gegenüber dem kur-kölnischen Sauerland. Diese unvermittelte Gründung des Burgfleckens ist nur aus dem Kräftespiel der Territorialgewalten heraus zu verstehen.
Aus mancherlei Gründen wurde diese kleine Stadt in den ersten Jahrhunderten mit landesherrlichen Privilegien und städtischen Funktionen geradezu überschüttet, zum Beispiel Stadtgerichtsbarkeit, Sitz des Vogtei- und Femegerichts, Mauer- und Marktrecht. Die den Bürgern gewährten Freiheiten waren beispielhaft. Die militärischen, administrativen und richterlichen Aufgaben sowie das blühende Wirtschaftsleben der Stadt (Erzförderung und Verarbeitung zu Fabrikaten mit teilweise eigenen Warenzeichen, Geschützen und Hakenbüchsen, Holzkohleproduktion, weitverzweigte Handelsbeziehungen) bewirkten eine hervorragende Stellung und Ausstrahlungskraft weit über das Aggerland hinaus.
Eine Mercator-Karte aus dem Jahre 1575 zeigt, wie die eindrucksvolle Stadtburg auf dem Bergsporn im Dörspetal beschaffen war. Burghaus mit Eckturm, der Bergfried und der zentrale Kirchturm (capella St. Johannis) beherrschten das Stadtbild. Doppelte Ringmauern und zwei wuchtige Tore schützten vor unerwünschten Eindringlingen. Ein beschaulicher Gang über die Wallstraße, die Hauptstraße und durch den Burggraben öffnen dem kundigen Betrachter noch heute den Blick in das mittelalterliche Gewebe der Stadt.
Von 1610 bis 1818 erlitt die Stadt durch politische Machtverschiebungen bedingte Rechtsverluste. Der Dreißigjährige Krieg hinterließ seine Spuren, die Pest in den Jahren 1634/36 raffte die Einwohner hinweg, verheerende Großbrände führten 1717 und 1742 zu riesigen Verlusten, und um 1800 kam es zum Zusammenbruch des Eisengewerbes. Armut und Elend beherrschten die Stadt und ihre Einwohner. Nur langsam erholte man sich von den Rückschlägen und gelangte zu neuen Kräften. 
Bei Einführung von Verwaltungsstrukturen nach französischem Vorbild im Großherzogtum Berg wurde 1808 im Kanton Gummersbach des Arrondissements Siegen im Département Sieg die Mairie (Bürgermeisterei) Neustadt eingerichtet. Nachdem das Rheinland 1814 an Preußen gefallen war, wurde aus der Mairie die preußische Bürgermeisterei Neustadt, die 1816 zum neuen Kreis Gummersbach kam. Die Bürgermeisterei umfasste neben Neustadt auch die beiden Gemeinden Lieberhausen und Wiedenest.
Der Bau von Fernstraßen um 1830 und die 1896 bis 1903 errichtete Eisenbahnlinie Köln– bzw. Siegburg–Olpe verhalfen der Stadt zu neuem Leben und befreiten sie aus ihrer provinziellen Abgeschiedenheit. Die heimische Textilindustrie machte sich im 19. Jahrhundert einen Namen.
Neustadt erhielt 1858 die Rheinische Städteordnung; Lieberhausen und Wiedenest bildeten seitdem die Landbürgermeisterei Neustadt. 1884 wurde Neustadt in Bergneustadt umbenannt. Am 1. Oktober 1932 wurde Bergneustadt Teil des neuen Oberbergischen Kreises.
Seit 1950 erlebt Bergneustadt ein starkes industrielles Wachstum. Kraftfahrzeugindustrie, Papier-, Metall- und Kunststoffbearbeitung sowie Maschinenbau führen die Tradition der florierenden Handelsbeziehungen fort.
Am 1. Juli 1969 wurden durch das Gesetz zur Neugliederung des Oberbergischen Kreises Teile der damaligen Nachbargemeinden Denklingen, Gummersbach und Lieberhausen eingegliedert.

### Einwohnerentwicklung

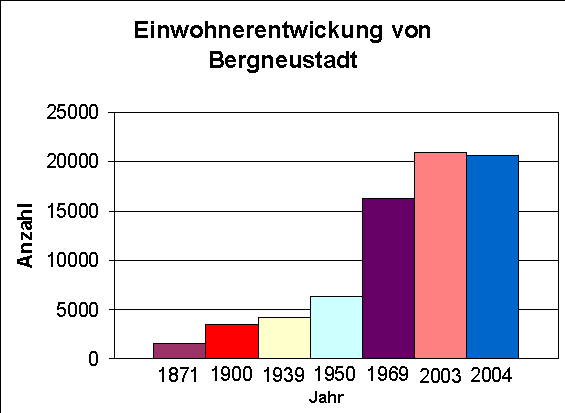
Diagramm der Einwohnerentwicklung

| Entwicklung der Einwohnerzahl | Entwicklung der Einwohnerzahl | Entwicklung der Einwohnerzahl | Entwicklung der Einwohnerzahl | Entwicklung der Einwohnerzahl | Entwicklung der Einwohnerzahl | Entwicklung der Einwohnerzahl | Entwicklung der Einwohnerzahl | Entwicklung der Einwohnerzahl | Entwicklung der Einwohnerzahl | Entwicklung der Einwohnerzahl | Entwicklung der Einwohnerzahl | Entwicklung der Einwohnerzahl | Entwicklung der Einwohnerzahl | Entwicklung der Einwohnerzahl | Entwicklung der Einwohnerzahl | Entwicklung der Einwohnerzahl | Entwicklung der Einwohnerzahl |
| ----------------------------- | ----------------------------- | ----------------------------- | ----------------------------- | ----------------------------- | ----------------------------- | ----------------------------- | ----------------------------- | ----------------------------- | ----------------------------- | ----------------------------- | ----------------------------- | ----------------------------- | ----------------------------- | ----------------------------- | ----------------------------- | ----------------------------- | ----------------------------- |
| Jahr                          | 1871                          | 1900                          | 1925                          | 1939                          | 1950                          | 1961                          | 1962                          | 1967                          | 1969                          | 1990                          | 2003                          | 2004                          | 2005                          | 2006                          | 2011                          | 2012                          | 2013                          |
| Einwohnerzahl                 | 1.549                         | 3.518                         | 3.816                         | 4.183                         | 6.280                         | 9.276                         | 10.078                        | 11.453                        | 16.256                        | 20.040                        | 20.683                        | 20.600                        | 20.721                        | 20.375                        | 19.745                        | 18.897                        | 18.835                        |

## Politik

### Stadtrat
Der Stadtrat der Stadt Bergneustadt hat 32 Sitze, die sich seit der Kommunalwahl vom 13. September 2020 auf die einzelnen Parteien wie folgt verteilen:
| Wahldatum          | CDU | SPD | UWG | GRÜNE | FDP | FWGB | Gesamt |
| 13. September 2020 | 13  | 10  | 4   | 3     | 2   | 2    | 34     |
| 25. Mai 2014       | 15  | 11  | 2   | 2     | 2   | 0    | 32     |
| 30. August 2009    | 16  | 09  | 1   | 2     | 3   | 1    | 32     |

### Bürgermeister
Im September 2020 wurde Matthias Thul (CDU) im zweiten Wahlgang als Nachfolger von Wilfried Holberg gewählt.

### Finanzen
Die Stadt Bergneustadt ist überschuldet und gehört zu den besonders finanzschwachen Städten und Gemeinden in Nordrhein-Westfalen, die unter § 3 Stärkungspaktgesetz fallen.
Die Hebesätze der kommunalen Steuern betragen in Bergneustadt bei der Gewerbesteuer 460 %, bei der Grundsteuer A 325 % und bei der Grundsteuer B 959 % (jeweils Stand Januar 2016). Hinsichtlich der Grundsteuer B ist Bergneustadt damit einer der teuersten Standorte in Deutschland.

### Wappen
Das Bergneustädter Wappen bekundet die historische Zugehörigkeit zu seinen einstigen Landesherren, der Grafen von der Mark und der von Berg. Entsprechend führt das Siegel in der oberen Hälfte des Schildes den märkischen Schachbalken, zweireihig rot-silbern geschacht auf goldenem Grund. Das Wappen der Grafschaft Mark führte diesen Schachbalken dreireihig.
Der oben und unten gezinnte Balken, der in der unteren Hälfte des Schildes erscheint, kommt doppelt im Wappen des ältesten Grafengeschlechts von Berg vor, das 1225 mit Erzbischof Engelbert von Köln ausstarb und dem die Grafen von der Mark entstammen. Dasselbe Wappen, wie es das Neustädter Siegel zeigt, wird übrigens einfach von vielen bergischen Ritterfamilien geführt.
Das Siegel von Bergneustadt stellt die Vereinigung des Märkischen und des alten Bergischen Wappens dar.

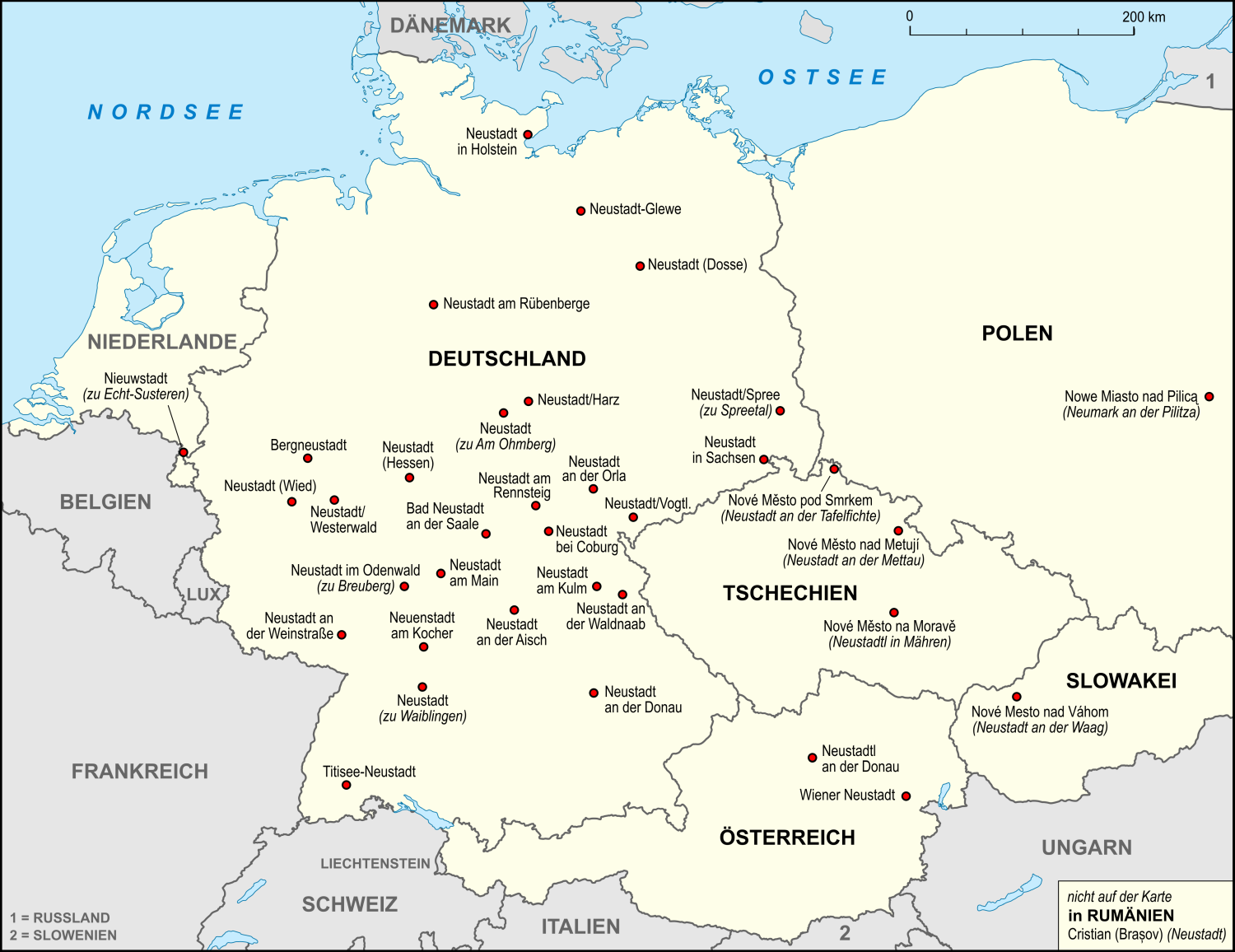
Arbeitsgemeinschaft Neustadt in Europa

### Städtepartnerschaften und Städtefreundschaften
Bergneustadt pflegt folgende Partnerschaften:
- Châtenay-Malabry, Frankreich, seit 1967
- Landsmeer, Niederlande, seit 1968

(Châtenay-Malabry und Landsmeer sind ihrerseits seit 1986 verbunden)
- Bergneustadt ist Mitglied in der größten internationalen Städtefreundschaft Arbeitsgemeinschaft Neustadt in Europa, in der sich 36 Städte und Gemeinden (Stand: Juli 2024) mit Namen Neustadt aus Deutschland, Österreich, Tschechien, Polen, der Slowakei und den Niederlanden zusammengeschlossen haben.

## Kultur und Sehenswürdigkeiten

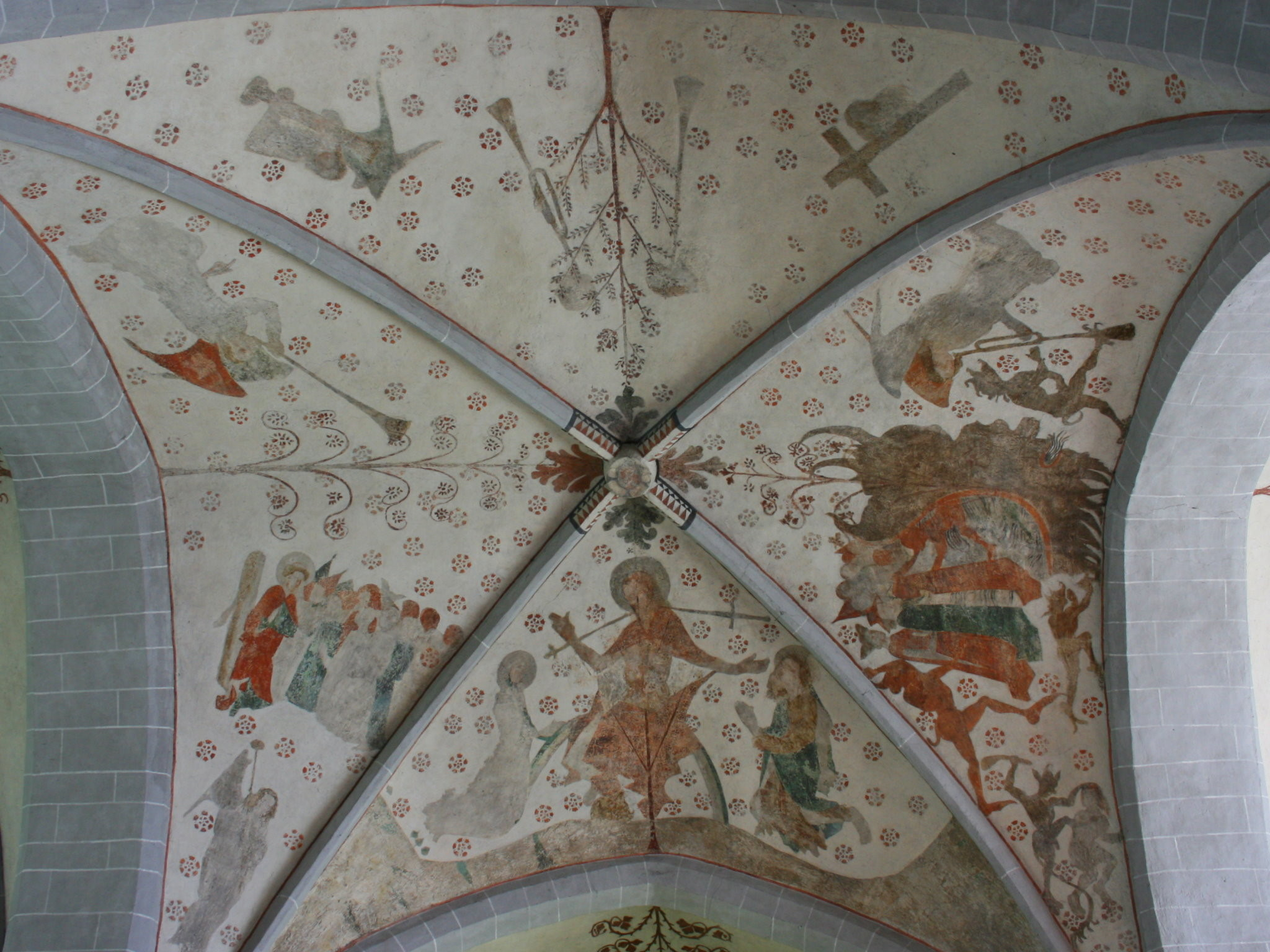
Gewölbefresken in der Kirche Wiedenest

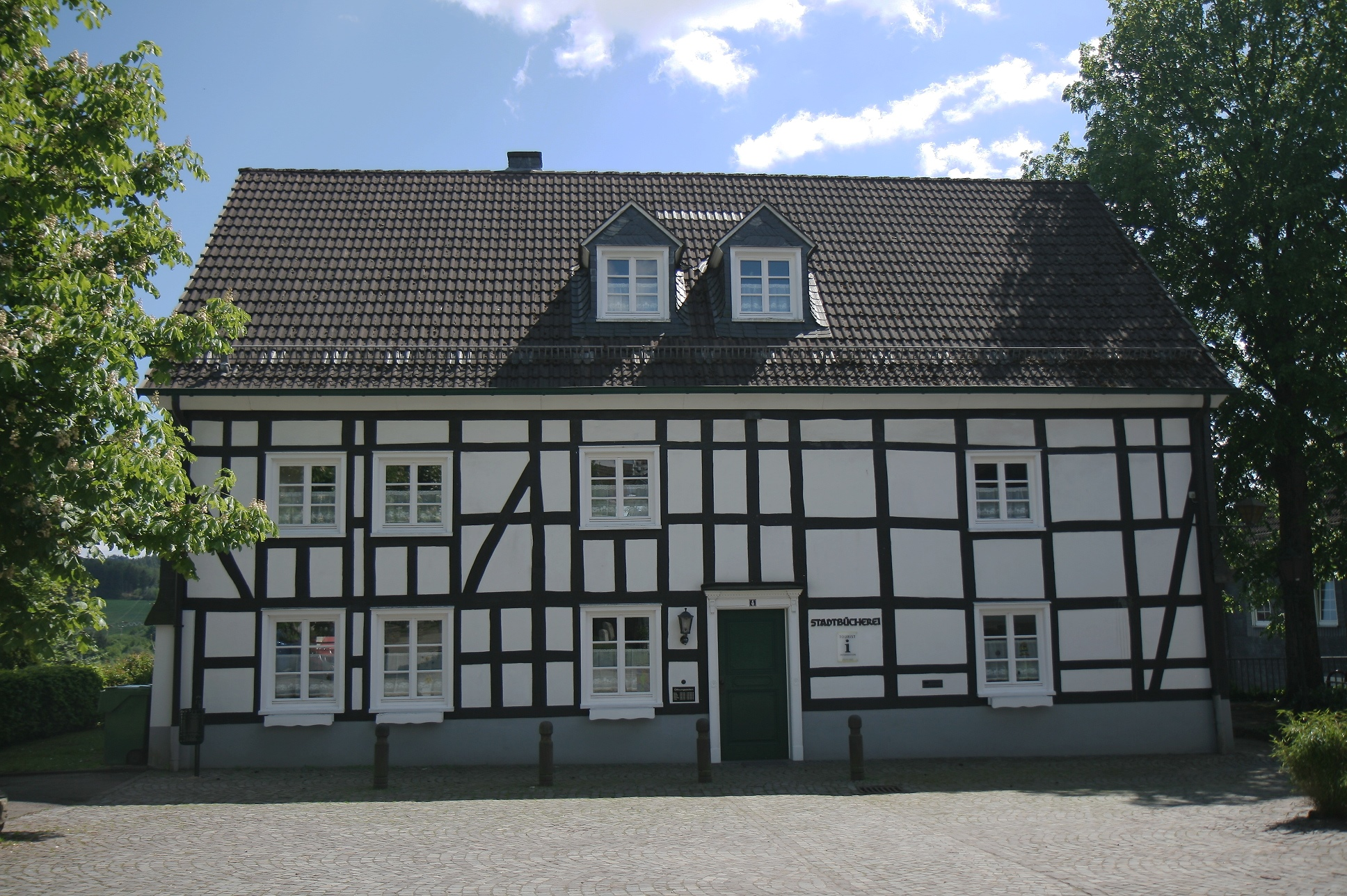
Ehem. Stadtbücherei

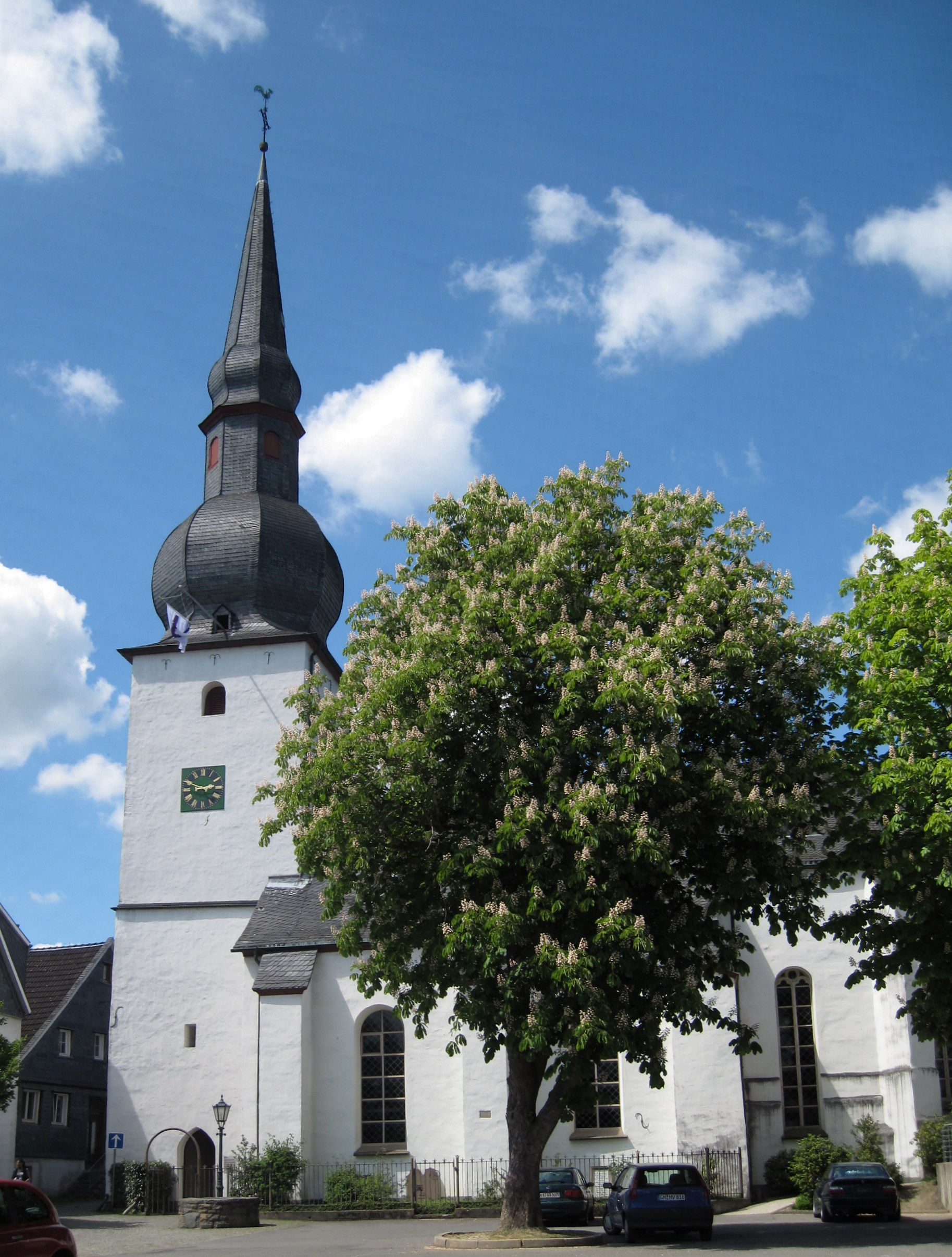
Altstadtkirche Bergneustadt

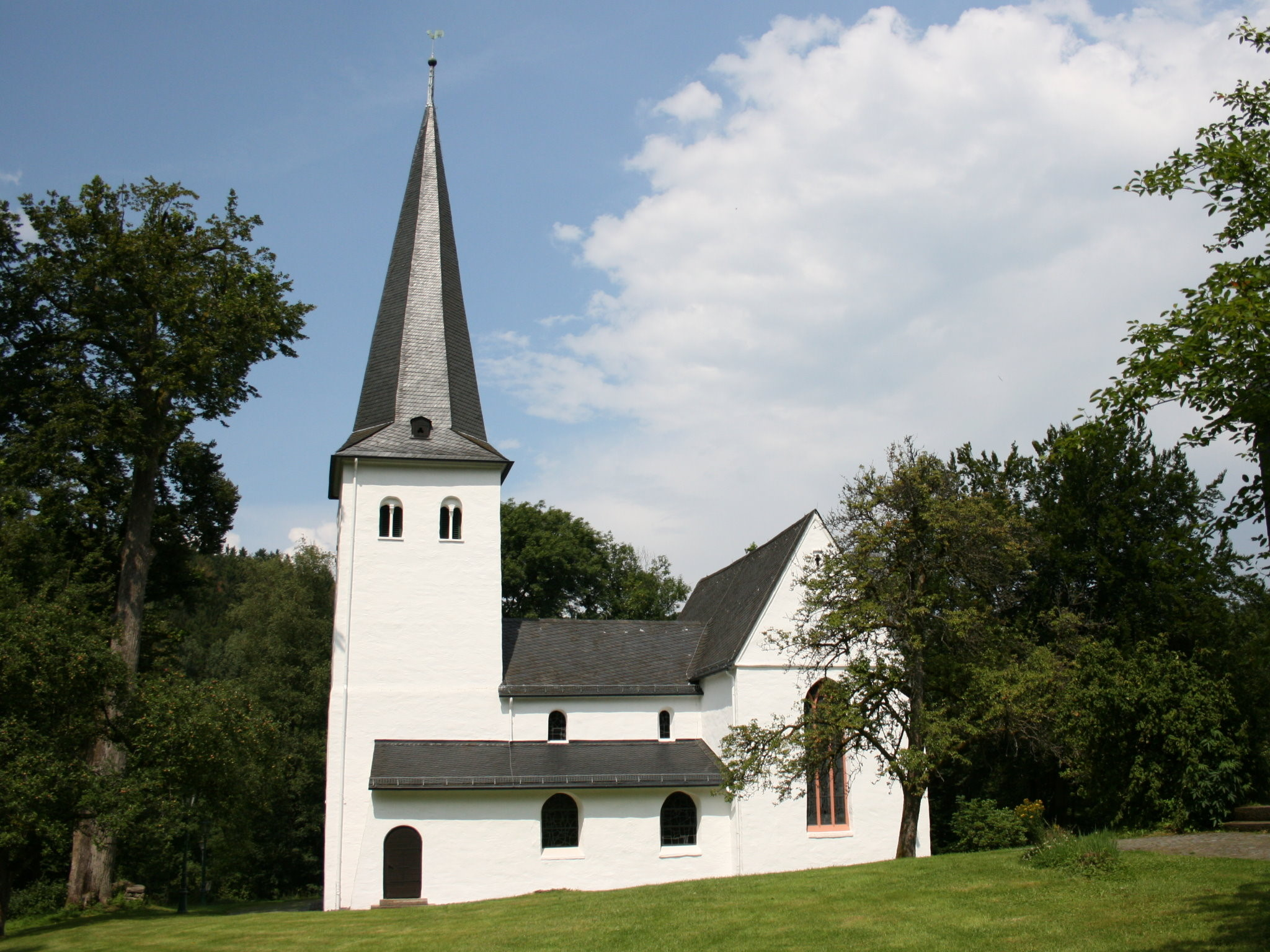
Kreuzkirche Wiedenest

### Bauwerke
- Heimatmuseum Bergneustadt
- Die Evangelische Kreuzkirche Wiedenest ist eine der so genannten Bunten Kerken, eine Kirche mit mittelalterlichen Wand- und Deckenmalereien, hier Fresken aus dem 15. Jahrhundert.
- Die denkmalgeschützte Evangelische Kirche
- Die Rengser Mühle
- Auf dem nordöstlich der Stadt liegenden 451 m[13] hohen Knollen steht seit 1982 ein über 30 m hoher hölzerner Aussichtsturm[14]

### Musik und Theater
- Schauspielhaus Bergneustadt
- The Voices (gemischter Chor mit neuerem Liedgut)
- Losemund Theater Bergneustadt
- mehrere Kantoreien, Singkreise, Kirchen-, Kinder- und Jugendchöre in den evangelischen, katholischen und evangelisch-freikirchlichen Kirchengemeinden
- Liederkranz (gemischter Chor mit traditionellem Repertoire)
- Posaunenchor der Evangelischen Kirchengemeinde Bergneustadt
- Schulorchester, Schulchor und Unterstufenchor am Wüllenwebergymnasium
- Musikzug der Freiwilligen Feuerwehr Bergneustadt
- Big Band der Musikschule Bergneustadt

### Vereine
Der Förderkreis für Kinder, Kunst & Kultur engagiert sich seit 1996 für die Menschen in Bergneustadt und Oberberg. Der Verein bemüht sich um ein attraktives und umfassendes Veranstaltungsprogramm. Im Mittelpunkt der Aktivitäten stehen Kinder und Jugendliche, denen eine sinnvolle Freizeitbeschäftigung in den Bereichen Kunst, Kultur und Sport ermöglicht werden soll. Neben der Kinderkunstschule, den Bildhauerworkshops und Kunstprojekten fördert der Verein vor allem auch junge Musiker und bietet ihnen Gelegenheit für öffentliche Auftritte. Des Weiteren werden Ausflüge und Ferienfreizeiten veranstaltet.
Der Freundeskreis Jugendgästehaus Bergneustadt e. V. (FJB), hat die ehemalige Jugendherberge im Januar 2005 als neuer Träger übernommen und renoviert. Er betreibt das Haus jetzt vorwiegend als Selbstversorgerhaus für kirchliche Einrichtungen, Pfadfinder, Sportvereine oder sonstige Jugendgruppen. Die Arbeit wird überwiegend von ehrenamtlichen Helfern ausgeführt.

#### Schützenverein Bergneustadt 1353 e. V.
Im Jahr 1353 war in einer im schwarzenbergischen Archiv in Wien verwahrten Urkunde zum ersten Mal von der Schützengilde die Rede. Im Mittelalter waren die Schützen allerdings kein Verein, sondern dienten als Bürgerwehr für die Sicherheit der Stadt. Ihren Nutzen konnten sie etwa im Jahre 1404 unter Beweis stellen, als sie die Feste erfolgreich vor Übergriffen aus dem Umland schützten. Im weiteren Verlauf wurde aus der Schützengilde die Schützengesellschaft und später dann der Schützenverein.
Im Mai 1853 wurden die Schützenfeste in Bergneustadt wieder aufgenommen, nachdem sie einige Jahre nicht veranstaltet worden waren. Sie dienten dazu, die Wehrtüchtigkeit unter Beweis zu stellen und zu verbessern. Im Jahr 1863 reisten zehn Abgeordnete aus Neustadt zum Deutschen Schützenfest nach Frankfurt am Main.
Der erste Vogel, der abgeschossen wurde und seitdem immer in Silber gehalten ist, war mit wertvollen Münzen, teilweise bereits aus dem 14. Jahrhundert, besetzt und hatte 1925 einen geschätzten Wert von 30.000 Mark. Gespendet wurde er von Herzog Wilhelm IV. von Jülich-Berg, genannt „der Reiche“.
Zum 550-jährigen Jubiläum schenkte Wilhelm II. dem Verein 1903 eine silberne Königsmedaille. Diese ziert bis heute den jährlichen Vogel.
Im Ersten Weltkrieg wurden viele der Schützen eingezogen, elf von ihnen starben. Nach dem Zweiten Weltkrieg, in dem auch sehr viele Schützen umgekommen waren, bekam der Verein eine neue Struktur und wurde in Kompanien aufgeteilt. Diese haben bis heute eigene Vorstände und Vertreter im Vorstand des Hauptvereins.
Aktuell hat der Verein 530 Mitglieder. Dem Rheinischen Schützenbund gehören 95 Bergneustädter an und die Jugendschützenkompanie umfasst 70 Mitglieder.
Das jährliche Schützenfest findet – traditionell mit der Kirmes verbunden – an Pfingsten statt.

#### SSV Bergneustadt 1908 e. V.
Der SSV Bergneustadt ist ein Fußballverein, dessen Herrenmannschaft nach vielen Jahren in den höheren Spielklassen des Fußball-Verbandes Mittelrhein, zurzeit in der Kreisliga A spielt. Zu den Glanzzeiten der ersten Mannschaft war der SSV auch über den Oberbergischen Kreis hinaus für seine Jugendarbeit bekannt, immerhin spielten dort u. a. die Bundesligaspieler Kim Falkenberg, Timo Röttger und Assimiou Touré. Seine Heimspiele trägt der SSV im Wilhelm-Bisterfeld-Stadion aus.

#### BSV Bergneustadt 1932 e. V.
Der Schwimmverein Bergneustadt 1932 e. V. bietet die Möglichkeit, das Schwimmen zu erlernen und Wettkampftraining an. Er richtet regionale Schwimmwettkämpfe aus.
Der Verein entstand, nachdem an der Dörspe Anfang der 1930er Jahre ein einfaches Schwimmbecken angelegt worden war. Durch Spendensammlungen gelang es 1933 ein Freibad einzurichten. 1963 wurde das Freibad erneuert und im Jahr zuvor das Clubhaus eingeweiht. Mit Fertigstellung des neuen Freibades richtete man erstmals eine internationale Schwimmveranstaltung aus. Mit dem Bau der Realschule 1967 entstand an der Schule unter anderem auf Initiative des Vereins ein Hallenbad, welches der Verein bis heute nutzt.

#### TV Bergneustadt 1880 e. V.
Der Turnverein Bergneustadt 1880 e. V. wurde 1880 gegründet und bietet seitdem ein breites Sportangebot. Dazu gehören Turnen, Radfahren, Ski, Karate und Handball. Die Handballabteilung spielte viele Jahre in der höchsten Spielklasse des Handballverbands Mittelrhein (HVM), der Oberliga. In der Saison 2015/2016 startet die erste Herrenmannschaft des TV Bergneustadt in der Verbandsliga des HVMs, was der fünfthöchsten Spielklasse Deutschlands entspricht.

#### TTC Schwalbe Bergneustadt
Der Tischtennisverein TTC Schwalbe Bergneustadt spielt seit 2014 in der Bundesliga.

#### TV Kleinwiedenest 1890 e. V.
Der TV Kleinwiedenest gehört zu den ältesten Sportvereinen in der Gemeinde. Als bisher einziger Bergneustädter Verein verfügt der TV Kleinwiedenest über Behindertensportgruppen und seit 2015 über eine Reha-Sport-Gruppe. Im Verein werden sowohl die klassischen Sportarten, als auch immer wieder Trendsportarten angeboten.

#### Boxring Bergneustadt 1948 e. V.
Am 17. Februar 1948 wurde der Boxring Bergneustadt von Stefan Beucher, dem Vater des Lehrers und Bundestagsabgeordneten Friedhelm Julius Beucher gegründet.

## Wirtschaft und Infrastruktur

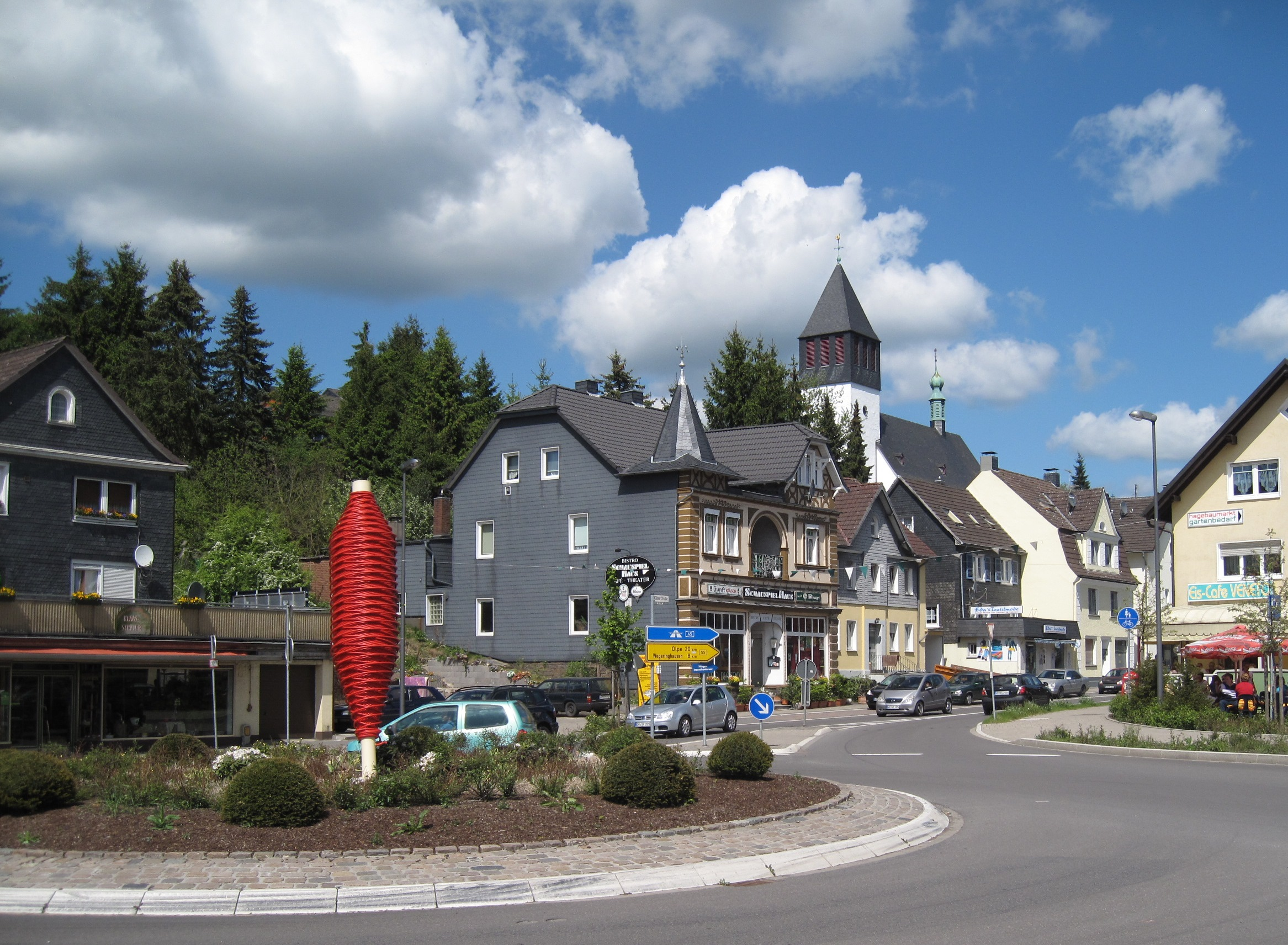
Erinnerung an die textile Vergangenheit des Ortes: Kreisverkehr „Spindel“

Der größte Arbeitgeber der Stadt ist die Martinrea Bergneustadt GmbH, ein Unternehmen der Automotive-Zulieferindustrie mit den Kernkompetenzen in der Entwicklung und Produktion von Struktur- und Schutzsystemen für das Automobil. Weitere bedeutende Unternehmen sind seit 1920 die Gizeh-Gruppe, ein Unternehmen aus der Kunststoff- und Verpackungs-Industrie mit ungefähr 300 Mitarbeitern im Bergneustädter Werk und die Maschinenbaufirma Bühler GmbH. Ebenfalls ortsansässig ist die Floristik-Firma LENI home design, der Elektronik-Zulieferer NORWE mit einer langen örtlichen Firmengeschichte und die Firmengruppe Bremicker, ein Unternehmen mit den Bereichen Elektroinstallationstechnik, Gebäudesystemtechnik und Steuerungsbau und mehr als 110 Mitarbeitern an vier Standorten in Bergneustadt, Gummersbach und Köln, deren Verwaltungssitz sich in Bergneustadt befindet.

### Verkehr

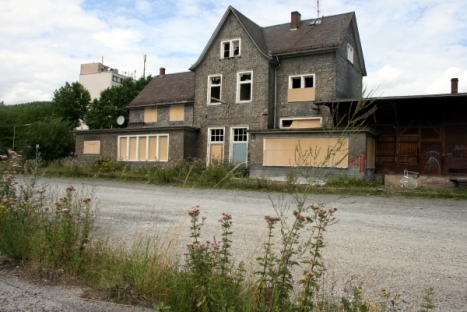
Das Bahnhofsgebäude wurde 2008 abgerissen.

In Bergneustadt verkehren folgende Buslinien der Oberbergischen Verkehrsgesellschaft (OVAG):
| Linie | Linienweg                                                | Mo.–Fr.      | Sa.         | So.          |
| 301   | Gummersbach – Bergneustadt – Pernze – Drolshagen – Olpe  | 15 Min. HVZ  | 15 Min. HVZ | 30–60 Min.   |
| ----- | -------------------------------------------------------- | ------------ | ----------- | ------------ |
| 313   | Bergneustadt – Attenbach – Bergneustadt                  | 14 Fahrten   | 3 Fahrten   | kein Verkehr |
| 314   | Bergneustadt – Hackenberg – Bergneustadt                 | 15/15/30     | 30–60       | 60–120       |
| 315   | Bergneustadt – Stadtwald – Bergneustadt                  | 60 Min.      | 8 Fahrten   | kein Verkehr |
| 380   | Bergneustadt – Derschlag – Aggertalsperre – Lieberhausen | kein Verkehr | 60 Min.     | 60 Min.      |

Alle Buslinien treffen an der Haltestelle Graf-Eberhard-Platz im Bergneustädter Zentrum zusammen.
Früher führte auch die Bahnstrecke Siegburg–Olpe über Bergneustädter Stadtgebiet. Der Stadtbahnhof befand sich an der heutigen Bushaltestelle Graf-Eberhard-Platz. Die Trasse ist heute fast völlig verschwunden. Zeitweise war diese Strecke von Bedeutung, vor allem als Umleiterstrecke in und nach den Weltkriegen. 1976 gab es noch ein großes Bahnhofsfest, 1979 wurde der Personenverkehr eingestellt. Erst war dies noch mit Protesten der Bevölkerung und Kommunalpolitik verbunden, später stellten sich die Politik und Firmen aber gegen die Erhaltung der Trasse. Immer mehr Teilstücke Richtung Olpe verloren nach und nach den Güterverkehr. Ein Trassenrutsch durch unsachgemäße Bauarbeiten bei Wiedenest besiegelte auch dort das Ende des Güterverkehrs. Trotz einer Versicherung der Bundesbahn verzichtete diese aus angeblichem Mangel an Interesse auf ihre Regressansprüche und ließ den Schaden nicht mehr reparieren. 1994 fuhr dann auch der letzte Güterzug aus Bergneustadt ab. In den Jahren danach wurde die Trasse an vielen Stellen unterbrochen. In der Innenstadt wurden die Gleise erst nach der Jahrtausendwende entfernt.
Ende September 2008 wurde auch das Bahnhofsgebäude an der Bushaltestelle Graf-Eberhard-Platz nach jahrelangem Leerstand und Vandalismus abgerissen, so dass von der alten Strecke nicht mehr viel zu erahnen ist.
Außerdem gibt es im Stadtteil Auf dem Dümpel einen gleichnamigen Sonderlandeplatz, der für Segelflugzeuge und Motorflugzeuge bis 2000 Kilogramm zugelassen ist.

### Bildungseinrichtungen

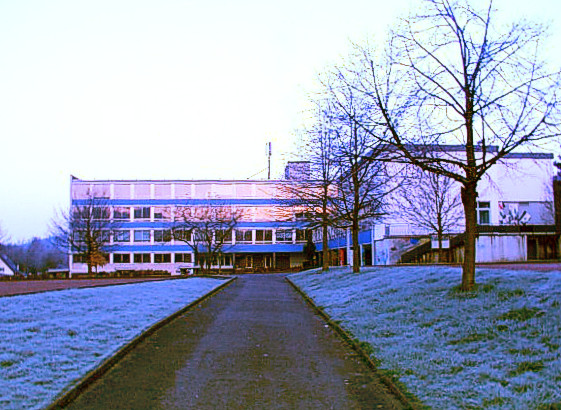
Städtische Realschule, 2001

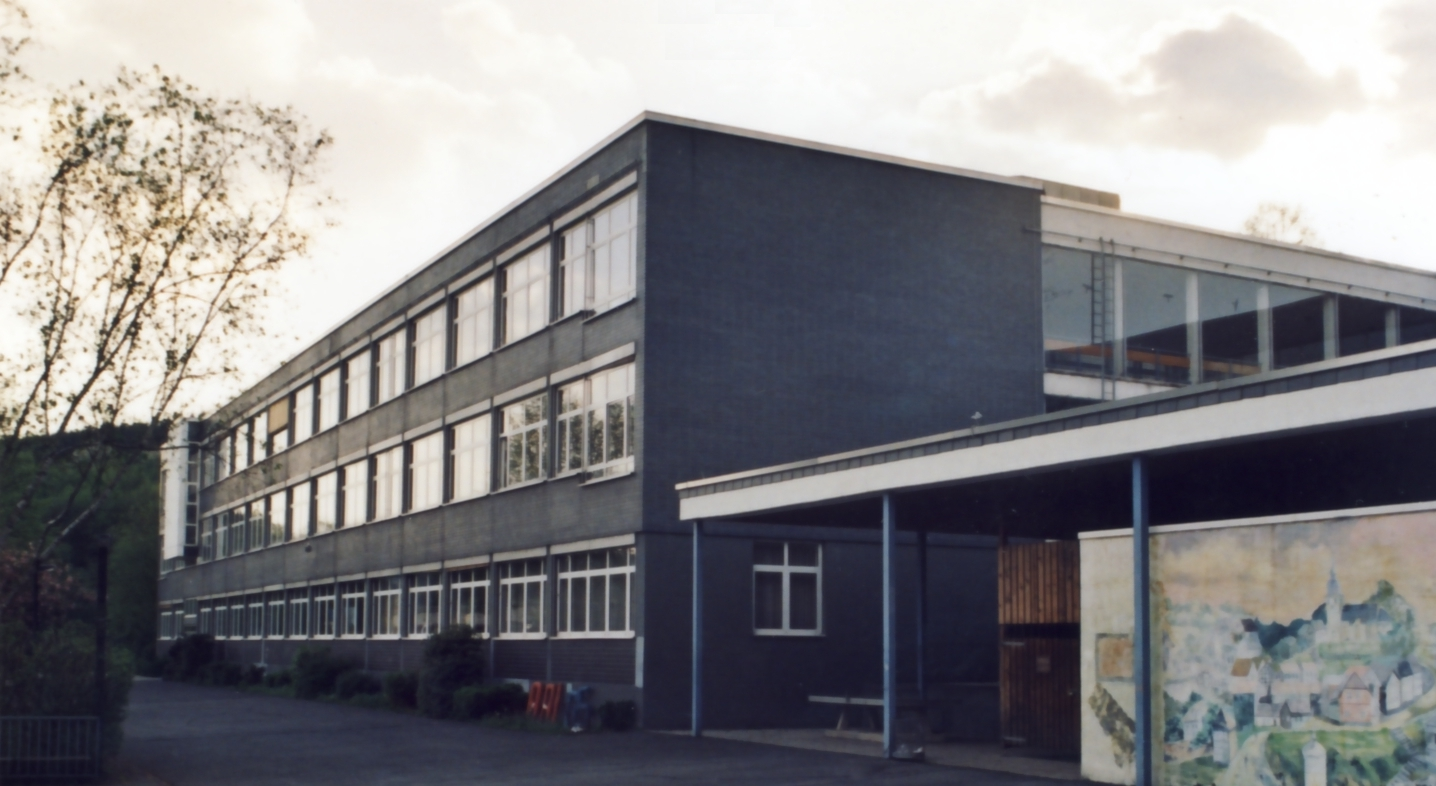
Wüllenwebergymnasium, 2008

- Gemeinschaftsgrundschule Bergneustadt „Auf dem Bursten“
- Gemeinschaftsgrundschule Bergneustadt-Wiedenest
- Gemeinschaftsgrundschule Bergneustadt-Hackenberg
- Katholische Grundschule Bergneustadt
- Gemeinschaftshauptschule Bergneustadt
- Städtische Realschule Bergneustadt
- Wüllenwebergymnasium Bergneustadt (WWG)
- Biblisch-Theologische Akademie (Theologische Fachschule)

### Büchereien
- Stadtbücherei Bergneustadt
- Neben der Stadtbücherei gibt es noch die von der Stadt Bergneustadt aufgegebene Bücherei in dem Stadtteil Wiedenest, die von privaten Personen als Trägerschaftverein der Bücherei Wiedenest e. V. weitergeführt wird.

### Internetausbau
Bergneustadt gehört wie die Nachbarstadt Gummersbach zu den ersten Orten im Bundesgebiet, in der großflächig Internet über VDSL in Verbindung mit Vectoring angeboten wird (Datenrate: bis zu 100 MBit/s). So wurden in den beiden Städten zusammen über 58 Kilometer Glasfaserleitungen verlegt und 97 neue Multifunktionsgehäuse aufgestellt.

## Religion

### Kirchengemeinden
- Evangelische Kirchengemeinden Bergneustadt mit der Altstadtkirche und Emmaus-Kirchengemeinde Wiedenest-Derschlag mit der Kreuzkirche. Von 1934 bis 1943 wirkte Heinrich Schmitz als Pfarrer der Evangelischen Kirchengemeinde Bergneustadt. Seit 1944 war er in Dachau inhaftiert.
- Katholische Pfarrgemeinden St. Stephanus Bergneustadt,  St. Matthias Hackenberg und St. Anna Belmicke mit der Filialkirche St. Maria Königin Wiedenest Pernze; alle Pfarreien gehören heute zur Pfarreiengemeinschaft Oberberg Mitte.
- Evangelisch-Freikirchliche Gemeinden Hackenberg und Wiedenest (Brüdergemeinden)
- Koptisch-orthodoxe Kirche: das Kloster Kröffelbach erwarb 2020 die ehemalige evangelische Versöhnerkirche am Stadtwald.[22]

### Sonstige religiöse Gemeinschaften
- Neuapostolische Kirche
- Zeugen Jehovas
- Islamisches Kulturzentrum

## Persönlichkeiten

### Söhne und Töchter der Stadt
- Johann Leopold Krawinkel (1780–1842), Unternehmer
- Johann Gottlieb Nörrenberg (1787–1862), Physiker, geboren in Pustenbach
- Christian Weuste (1789–1862), Bürgermeister von Mülheim an der Ruhr
- Bernhard Krawinkel (1851–1936), Industrieller und Politiker
- Alexander Koester (1864–1932), Maler
- Hermann Bohle (1876–1943), College-Lehrer und Elektroingenieur, nationalsozialistischer Landesgruppenleiter
- Erich Leschke (1887–1933), Pathologe
- Willy Ochel (1903–1992), Ingenieur und Manager, geboren in Wiedenest
- Karl-Heinz Reuber (1906–1982), Kommunalpolitiker
- Asta Scheib (* 1939), Schriftstellerin, Drehbuchautorin und Redakteurin
- Klaus Achenbach (* 1941), Verwaltungsjurist
- Horst Müller (* 1942), Politiker (CDU), Bürgermeister der Stadt Olpe
- Heinz Schilling (* 1942), Historiker an der Humboldt-Universität zu Berlin
- Jürgen Ritter (1943–2021), Mathematiker und Hochschullehrer
- Hans-Martin Lohmann (1944–2014), Autor und Publizist
- Lothar Gothe (* 1944), Okobauer
- Jürgen Rumor (* 1945), Fußballspieler
- Friedhelm Julius Beucher (* 1946), Lehrer, Bundestagsabgeordneter 1990–2002 (SPD)
- Walter Jordan (Heimatforscher) (* 1951), Museumsdirektor, Ehrenbürger von Bergneustadt
- Bernd Schmidt (* 1951), Journalist und Hochschullehrer
- Monika Siegfried-Hagenow (* 1952), Autorin
- Günter Kolodziej (* 1953), Berater
- Reinhard David Flender (* 1953), Komponist
- Michael Noss (* 1955), Präsident des Bundes Evangelisch-Freikirchlicher Gemeinden in Deutschland
- Thomas Dietrich (* 1958), Theaterregisseur
- Stefan Heidtmann (* 1958), Jazzpianist und Komponist
- Andreas Polte (* 1958), Jazzgitarrist und Musikjournalist
- Gero Karthaus (* 1960), Politiker, Autor und Biologe
- Jan Stecker (* 1960), Fernsehmoderator und Sportjournalist
- Jürgen Braun (* 1961), Politiker (AfD)
- Martin Wegener (* 1961), Physiker
- Stephan Volke (* 1961), Buchhändler, Verlagsleiter, Direktor des christlichen Kinderhilfswerks Compassion, Journalist und Buchautor
- Eva Geulen (* 1962), Direktorin des Leibniz-Zentrums für Literatur- und Kulturforschung sowie Professorin für Europäische Kultur- und Wissensgeschichte
- Dirk Reinhardt (* 1963), Schriftsteller
- Florian Hassel (* 1964), Journalist
- Claudia Müller (* 1964), Journalistin und Dokumentarfilm-Regisseurin
- Susanne Steidle (* 1964), Schauspielerin
- Felix Reimann (* 1964), Flötist und Dirigent
- Jochen Arntz (* 1965), Journalist, Sprecher der Bertelsmann Stiftung
- Torsten Hebel (* 1965), Moderator, Kabarettist und Evangelist
- Uwe Ufer (* 1965), Bürgermeister von Hückeswagen
- Axel Weidemann (* 1967), Schauspieler
- Anja Harteros (* 1972), Opernsängerin
- Frank Dopatka (* 1978), Informatiker
- Michael Stange (* 1980), Schauspieler

### Persönlichkeiten, die in der Stadt gewirkt haben
- Ferdinand Theodor Pfeiffer (1843–1907), Stadtverordneter in Bochum, Bürgermeister in Bergneustadt ab 1880, später in Lieberhausen
- Johannes Warns (1874–1937), Leiter des Missionshauses Bibelschule Wiedenest
- Heinrich Schmitz (1890–1968), evangelischer Pfarrer, Mitglied der Bekennenden Kirche
- Werner Heukelbach (1898–1968), Evangelist
- Erich Sauer (1898–1959), Theologe, Leiter des Missionshauses Bibelschule Wiedenest
- Ernst Schrupp (1915–2005), Theologe, Leiter der Bibelschule Wiedenest und Autor
- Horst Janzen (1930–1978), Maler
- Hans Wülfing (* 1952), Kirchenmusikdirektor
- Johannes Reimer (* 1955), Professor für Missionswissenschaft an der staatlichen Universität von Südafrika in Pretoria und Vorsitzender der Gesellschaft für Bildung und Forschung in Europa
- Sigrid Althoff, Pianistin
- Michael Masula (* 1968), Schauspieler am Burgtheater Wien
- Oliver Bender (* 1982), Schauspieler
- Timo Röttger (* 1985), Fußballprofi bei Viktoria Köln
- Assimiou Touré (* 1988), Fußballprofi beim KFC Uerdingen 05, Nationalspieler Togos
- Kim Falkenberg (* 1988), Fußballprofi beim VfL Osnabrück
- Sabine Lisicki (* 1989), Tennisspielerin